# 균시차

일-균시차 그래프

균시차(均時差)는 해시계로 읽은 시간(시태양시)과 기계적 시계로 읽은 시간(평균태양시)의 차이다. 시태양시는 최대 16분 33초 평균태양시보다 이르며(11월 3일 경), 최대 14분 6초 늦다(2월 12일 경). 이 차이는 지축의 경사와 지구 공전궤도의 이심률 때문에, 천구의 적도에 투영한 태양의 일운동이 일정하지 않아 생긴다. 균시차는 아날렘마의 수평 성분이다.

## 시태양시와 평균태양시
바빌로니아 사람들은 태양의 운동이 매일 같지 않다는 것을 알았다. 균시차를 정의한 프톨레마이오스는 그의 저서 《알마게스트》 중 한 장(章)을 모두 이의 계산에 썼는데(제3권 9장), 느리게 움직이는 천체에 대해서는 그 차이가 작았기 때문에, 대부분의 천체에 대해서 그는 이 현상을 고려하지 않았다. 그는 빠르게 움직이는 천체인 달에 대해서만 이 계산을 적용하였다.
균시차는 신뢰할 만한 시계가 만들어지기 전인 17세기 말까지 일반인들에게 중요한 문제가 아니었고, 단지 호기심으로만 남아있었다. 균시차는 비교적 정확한 기계적인 시계가 쓰이기 시작한 뒤에야 문제가 되었다. 1833년까지 영국의 항해 역서에서는 시태양시를 사용하였는데, 대부분의 선박들이 해상용 표준시계(marine chronometer)를 장착하게 되어 1834년부터는 평균태양시를 사용하였다. 다른 태양시를 알기 위해서는 균시차로 계산해야 했다.
조선시대에는 해시계를 사용했기 때문에 이러한 문제가 없었지만, 오늘날에는 평균태양시를 사용하므로 조선시대에 사용하던 방법으로 이십사절기를 계산하기 위해서는 균시차를 고려해야 한다.
지구의 자전이 점점 느려짐으로 인해 한 세기마다 하루의 평균태양시가 2 ms씩 증가하는 현상이 있는데, 이는 균시차와 관련이 없다.

## 지구 공전궤도의 이심률의 영향
만약 지구가 태양을 완벽한 원을 그리며 등속으로 공전한다면 이로 인해 하루의 길이가 변하는 일은 없을 것이다. 그러나 지구의 공전궤도는 타원이며, 케플러의 제2법칙에 의해 공전 속도는 태양에 가까울수록 빠르다. 지구는 근일점에서 공전 속도가 30.287 km/s로 원일점에서의 29.291 km/s보다 빠르다. 이 영향으로 인해 근일점(현재 약 1월 3일 경)에서는 하루의 길이가 평균태양시보다 7.9초 길고, 이것이 누적되어 최대 약 7분 40초까지 균시차에 영향을 미친다.

## 지축 경사의 영향
지구가 태양 주위를 등속 원운동을 한다 해도 지구의 공전궤도면과 지축이 수직하지 않기 때문에, 황도 상에서 태양의 움직임이 일정하더라도 천구의 적도에 투영한 태양의 일운동은 일정하지 않다. 분점(춘분점, 추분점)에서는 황도가 적도에 대해 최대로 기울어 있기 때문에(약 23.5도), 황도와 적도가 평행한 지점(하지점,동지점)이 더 느리다. 분점에서 시태양일은 24시간(=평균태양일)보다 20.3초 짧고, 지점에서는 그 반대이다.